# Ajkesträsk
Ajkesträsk är en sjö i Gotlands kommun i Gotland och ingår i Gothemån-Snoderåns kustområde. Sjön har en area på 0,754 kvadratkilometer och ligger 2 meter över havet. 
Ajkesträsk uppmärksammades runt 2019-2020 för att en skarvkoloni genom sin avföring bidrog till övergödning i sjön. Det ledde till att Länsstyrelsen i Gotlands län beslutade om skyddsjakt. I och med det har skarvarnas närvaro vid sjön och de problem de medfört minskat.
Vid provfiske har bland annat abborre, gädda, mört och sarv fångats i sjön.

## Delavrinningsområde
Ajkesträsk ingår i det delavrinningsområde (643022-169745) som SMHI kallar för Rinner till Fårö n kustvatten. Avrinningsområdets medelhöjd är 9 meter över havet och ytan är 41,82 kvadratkilometer. Det finns inga delavrinningsområden uppströms utan avrinningsområdet är högsta punkten. Delavrinningsområdets utflöde mynnar i havet, utan att ha någon enskild mynningsplats.

## Fisk
Vid provfiske har följande fisk fångats i sjön:
- Abborre
- Gädda
- Mört
- Sarv
- Sutare